# Then Again...
Then Again... è il quindicesimo album di John Farnham, pubblicato nel 1993 per l'etichetta Sony BMG.

## Tracce
1. "Angels" (T. Kimmel, J. Kimball) – 5:47
2. "Seemed Like A Good Idea (At The Time)" (R. Wilson, J. Farnham, R. Fraser) – 4:19
3. "Only Women Bleed" (A. Cooper, D. Wagner) – 4:23
4. "Talent For Fame" (J. Farnham, R. Fraser, R. Marx) – 4:39
5. "When All Else Fails" (J. Farnham, R. Fraser, P. Buckle) – 4:54
6. "What You Don't Know" (J. Farnham, P. Buckle, R. Fraser) – 3:19
7. "Treated This Way" (J. Farnham, R. Marx, P. Buckle, R. Fraser) – 4:11
8. "Always The Same" (J. Farnham, R. Fraser, J. Stevens, S. Fraser0) – 4:07
9. "The Reason Why" (R. Marx. P. Buckle) – 3:43
10. "So Long In Love" (R. Marx, J. Farnham, P. Buckle, R. Fraser) – 4:35
11. "It All Comes Back To You" (D. Brown, D. Batteau, J. Farnham, R. Fraser) – 4:27
12. "Diamonds" (R. Morris, J. Farnham, R. Fraser) – 4:36	John Farnham
13. "Rolling Home" (H. Bogdanovs, C. Thompsen) – 4:15
14. "Talk Of The Town" (S. Howard) – 3:43

## Formazione
- John Farnham - voce
- Phil Buckle - chitarra
- David Hirschfelder - tastiera
- Angus Burchall - batteria
- Michael Hegarty - basso
- Justin Brady - violino